# Elena Novikova-Belova
Pour les articles homonymes, voir Belova, Novikova et Elena Belova.
Elena Dmitrievna Novikova-Belova (en russe : Елена Дмитриевна Новикова-Белова) est une escrimeuse soviétique née le 28 juillet 1947. Elle a notamment remporté quatre titres olympiques en fleuret.

## Palmarès
- Jeux olympiques
  -  Médaille d'or en individuel aux Jeux olympiques d'été de 1968 à Mexico
  -  Médaille d'or par équipes aux Jeux olympiques d'été de 1968 à Mexico
  -  Médaille d'or par équipes aux Jeux olympiques d'été de 1972 à Munich
  -  Médaille d'or par équipes aux Jeux olympiques d'été de 1976 à Montréal
  -  Médaille d'argent par équipes aux Jeux olympiques d'été de 1980 à Moscou
  -  Médaille de bronze en individuel aux Jeux olympiques d'été de 1976 à Montréal

### Championnats du monde
- Médaille d'or en fleuret individuel aux Championnats du monde 1969 à La Havane
- Médaille d'argent en fleuret par équipe aux Championnats du monde 1969 à La Havane
- Médaille d'or en fleuret par équipe aux Championnats du monde 1970 à Ankara
- Médaille d'argent en fleuret individuel aux Championnats du monde 1970 à Ankara
- Médaille d'or en fleuret par équipe aux Championnats du monde 1971 à Vienne
- Médaille d'argent en fleuret par équipe aux Championnats du monde 1973 à Göteborg
- Médaille d'or en fleuret par équipe aux Championnats du monde 1974 à Grenoble
- Médaille d'or en fleuret par équipe aux Championnats du monde 1975 à Budapest
- Médaille d'or en fleuret par équipe aux Championnats du monde 1977 à Buenos Aires
- Médaille d'argent en fleuret individuel aux Championnats du monde 1977 à Buenos Aires
- Médaille d'or en fleuret par équipe aux Championnats du monde 1978 à Hambourg
- Médaille d'or en fleuret par équipe aux Championnats du monde 1979 à Melbourne

### Dinstinctions
- Médaille Pierre de Coubertin (17 mai 2007)[2]
- Médaille du comité national olympique biélorusse (2017)[3]